# Burgtorfriedhof

Plan des Burgtorfriedhofs um 1900

Der heutige Burgtorfriedhof, ursprünglich Allgemeiner Gottesacker, ist Nachfolger von anderen Friedhöfen in der Lübecker Vorstadt St. Gertrud. Er wurde 1834 offiziell eröffnet und umfasst heute eine Fläche von etwa acht Hektar sowie rund 8700 Grabstätten.

## Geschichte

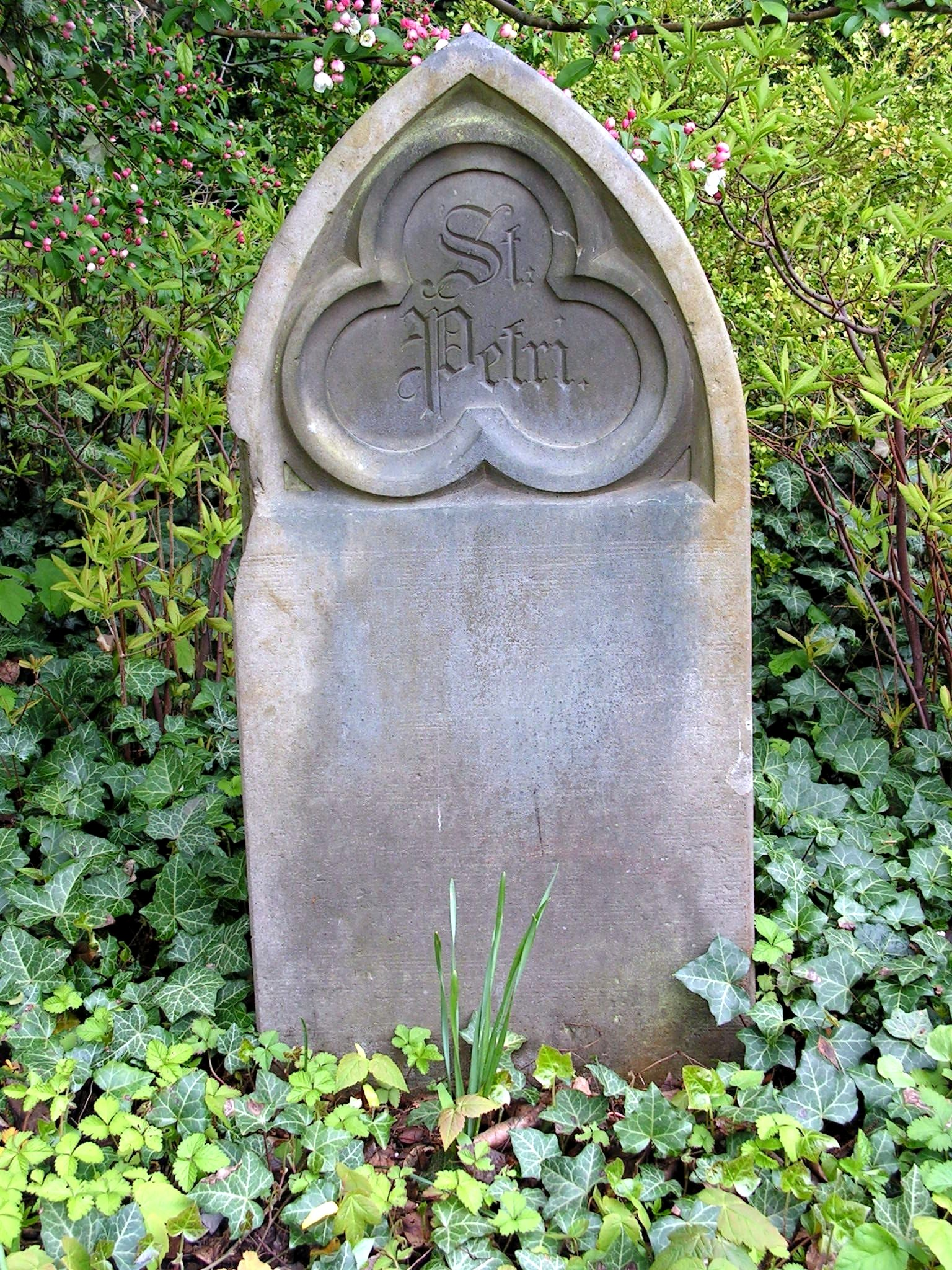
Kennzeichnung der Quartiere

Als 1350 Lübeck von der Pest heimgesucht wurde, musste ein Friedhof für die zahlreichen Opfer außerhalb der Stadtmauern angelegt werden. Dieser Pestfriedhof wurde 1373 erstmals erwähnt. Später kam eine kleine Kapelle hinzu, die nach der Schutzpatronin der Reisenden benannt wurde (St. Gertrud; namensgebend für den späteren Stadtteil). Die genaue Lokalisierung dieses Friedhofes erschließt sich zurzeit nicht.
Diese Begräbnisstätte ist offensichtlich nach dem Abriss der Kapelle (1622) an die Nordwestecke des Burgfeldes verlegt worden. Hier, wo heute die Jugendherberge steht, erinnert die Straßenbezeichnung Am Gertrudenkirchhof noch an diese Zeit. Belegt ist weiterhin, dass an dieser neuen Stelle nach 1867 keine weiteren Grabstätten angelegt wurden. Diese Friedhofsanlage trug auch den Namen Armesünderkirchhof, da auch Hingerichtete von der auf der anderen Straßenseite (Israelsdorfer Allee/Ecke Adolfstraße) befindlichen Richtstätte hier ihre letzte Ruhe fanden.
Am 2. August 1828 beschloss der Senat, vor dem Burgtor einen neuen Allgemeinen Gottesacker einzurichten. Nach anfänglichem Widerstand wurde unter dem Eindruck einer Cholera-Epidemie von 1832 der neue Friedhof beim Sandberg ab 1832 planmäßig angelegt und am 19. Juli 1832 eingeweiht. Der anfangs 7,6 Hektar große Gottesacker wurde zunächst unterteilt in die Bezirke (= Quartiere) der Lübecker Hauptkirchen St. Jakobi, St. Petri, St. Marien, Dom und St. Aegidien, in deren gemeinsamer Trägerschaft sich der Friedhof befand.
1869 wurde die Friedhofskapelle, 1892 die Leichenhalle errichtet. 1902 erfolgte eine Erweiterung um den nördlich hinter der Leichenhalle gelegenen Neuen Teil, womit sich die Gesamtfläche auf acht Hektar erhöhte. Im Jahre 1907 übernahm die Stadt Lübeck die Trägerschaft der Gesamtanlage. Die Errichtung von Mausoleen bedurfte der Genehmigung des Senats. Heute umfasst der Friedhof ca. 8700 Grabstätten.

## Bemerkenswerte Ruhestätten

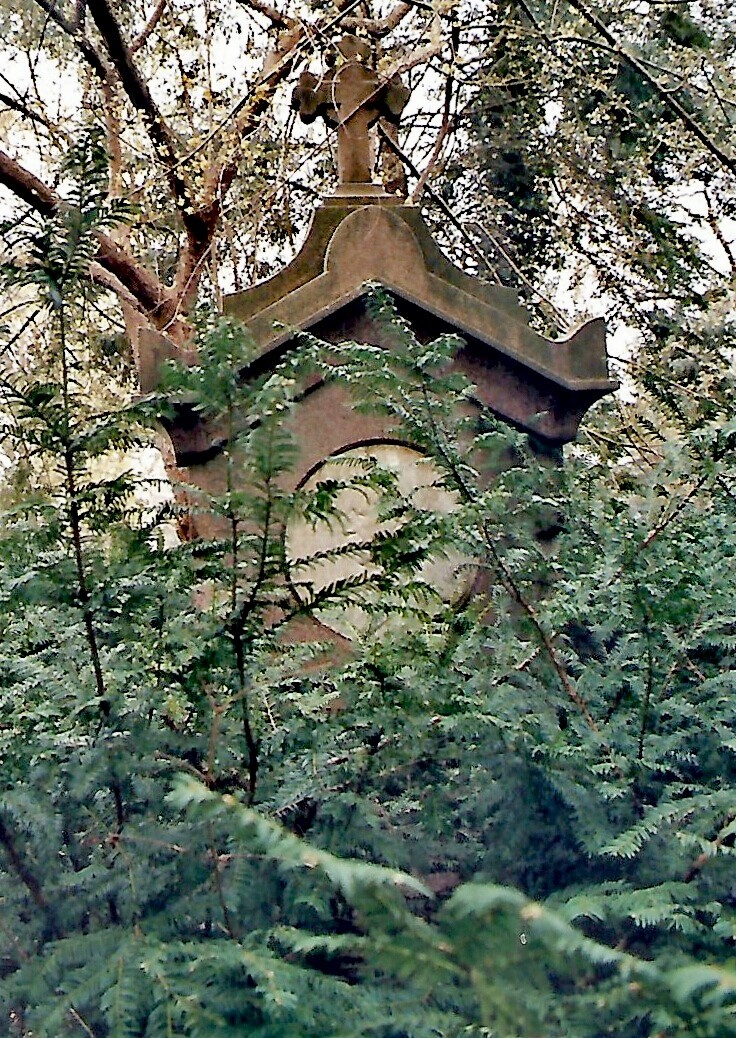
Das vergessene Grab des einstigen Hanseatischen Gesandten

Prominente Personen aus Kultur, Wirtschaft und Politik fanden dort ihre letzte Ruhestätte. Allein 28 Mitglieder der Familie Mann wurden hier beerdigt. Auf dem Friedhof wurden 13 Ehrengrabstätten sowie vier Kriegsgräber von der Stadt dauerhaft gepflegt. Als 14. Ehrengrab kam 2018 auf Antrag des „ökumenischen Arbeitskreises 10. November Lübecker Märtyrer“ die Grabstätte des Politikers Adolf Ehrtmann (1897–1979) hinzu.

### Historische Grabstätten
- Henning von Arnim (1916–1990), Oberfinanzpräsident (Familiengrab)
- Ida Boy-Ed (1852–1928), Schriftstellerin
- Johann Daniel Eschenburg (1809–1884), Kaufmann und Politiker
- Emanuel Geibel (1815–1884), Dichter
- Willy (Wilhelm) Glogner (1869–1968), Architekt (Familiengrab)
- Carl von Großheim (1841–1911), Architekt (Familiengrab)
- Georg Kalkbrenner (1875–1956), Träger des Großen Bundesverdienstkreuzes (Ehrengrab)
- Karl Peter Klügmann (1835–1915), Hanseatischer Gesandter am preußischen Hof
- Lothar Malskat (1913–1988), Maler und Kunstfälscher
- Thomas Johann Heinrich Mann (1840–1891), Senator, Vater von Heinrich und Thomas Mann
- Emil Minlos (1828–1901), Kaufmann, königlich preußischer Konsul in Maracaibo und Sozialreformer
- Peter Rehder (1843–1920), Oberbaudirektor, der Wasserstraßen und Grünflächen anlegte[5]
- Familie Türk, mit Emmy Eschricht und Titus Türk

Vergessene Grabstätten:
- Friedrich Krüger (1819–1896), Hanseatischer Gesandter am preußischen Hof

Besondere Grabstätten
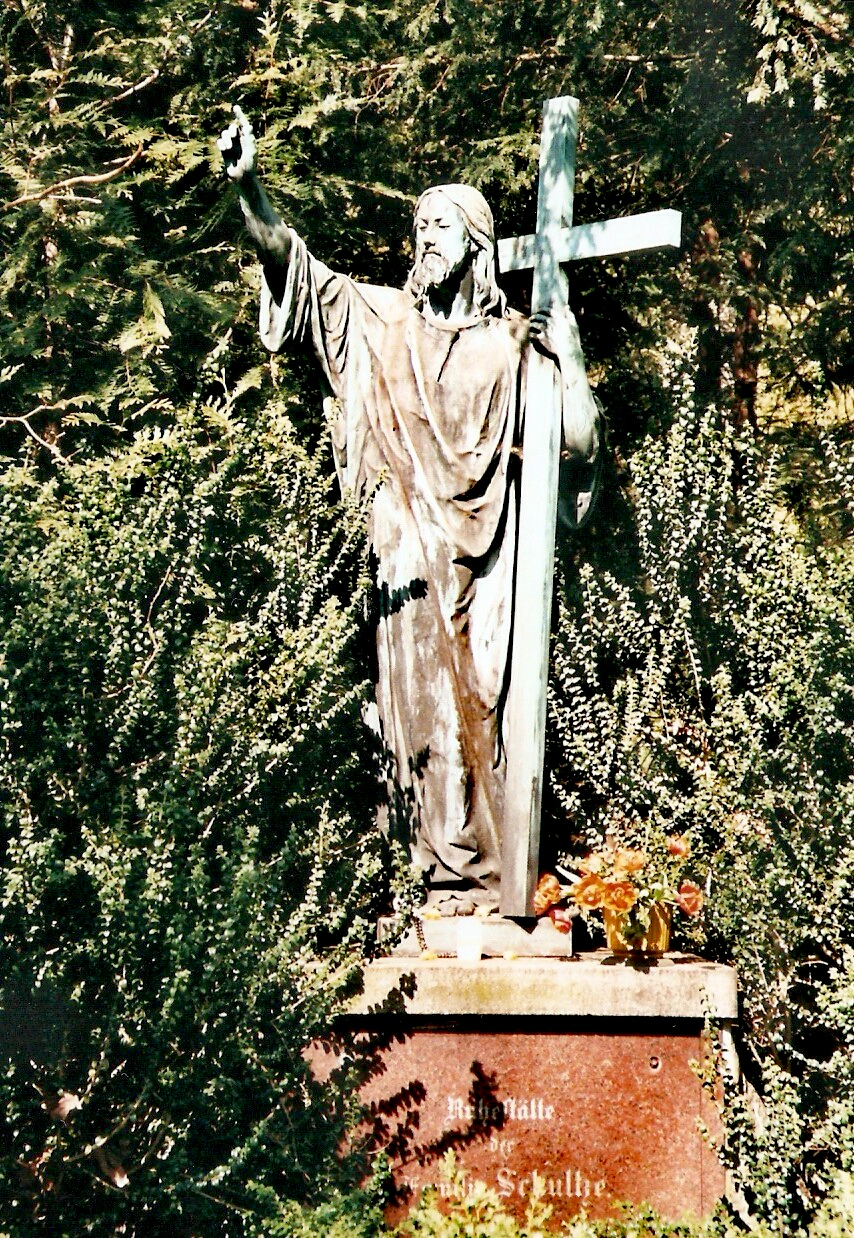
Familiengrab Schultze. Christus-Statue von Lambert Piedboeuf
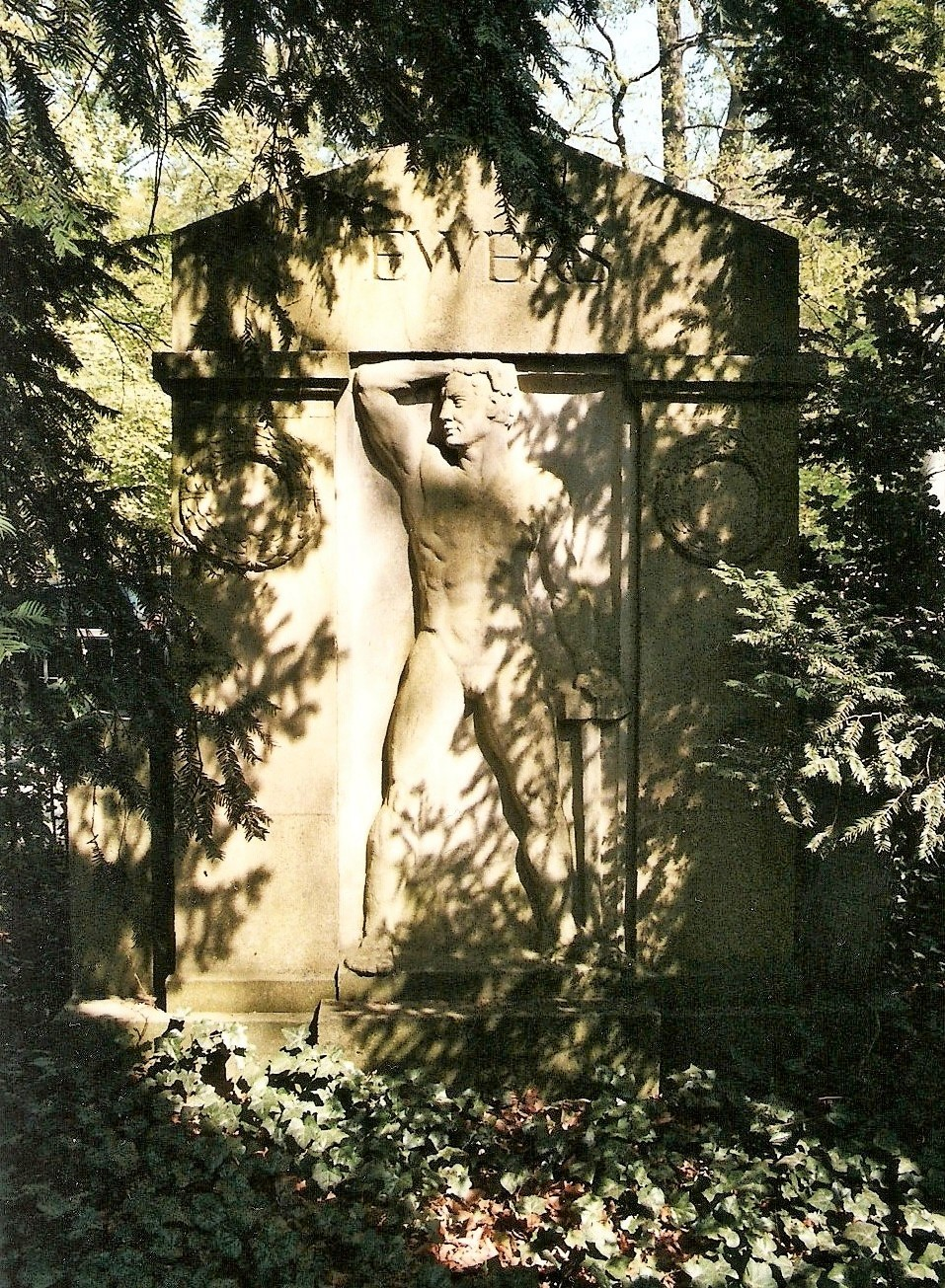
Familienbegräbnis der Familie Ewers
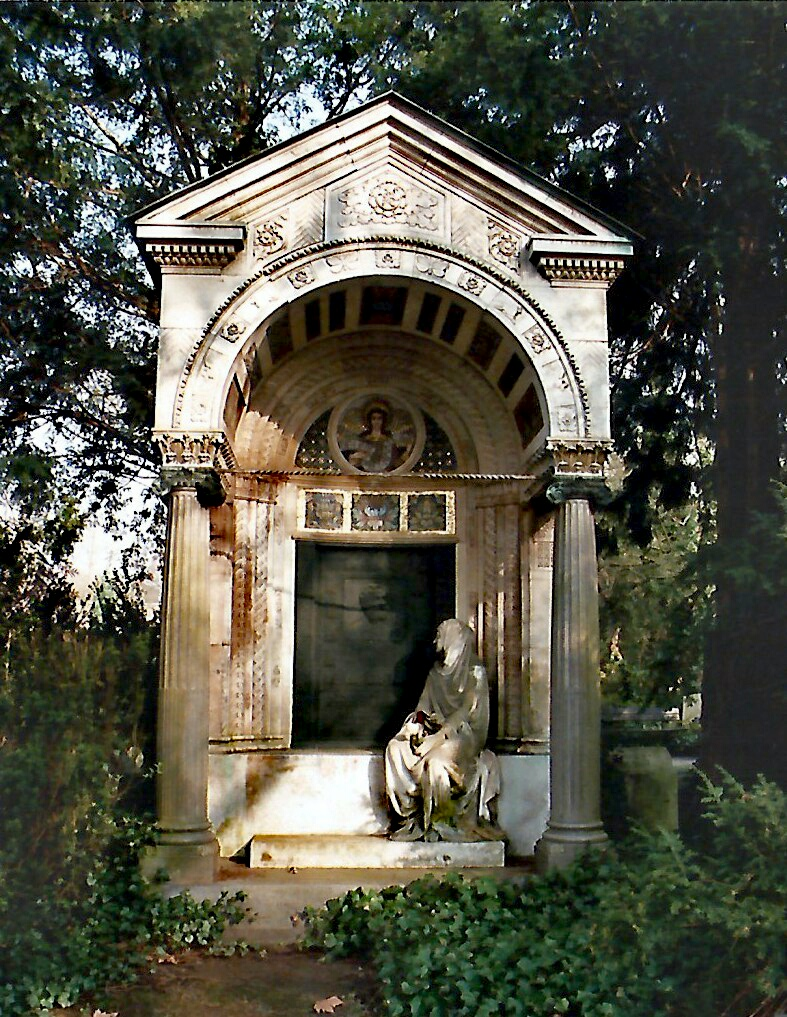
Gustav Boy (kaiserlicher Vicekonsul)
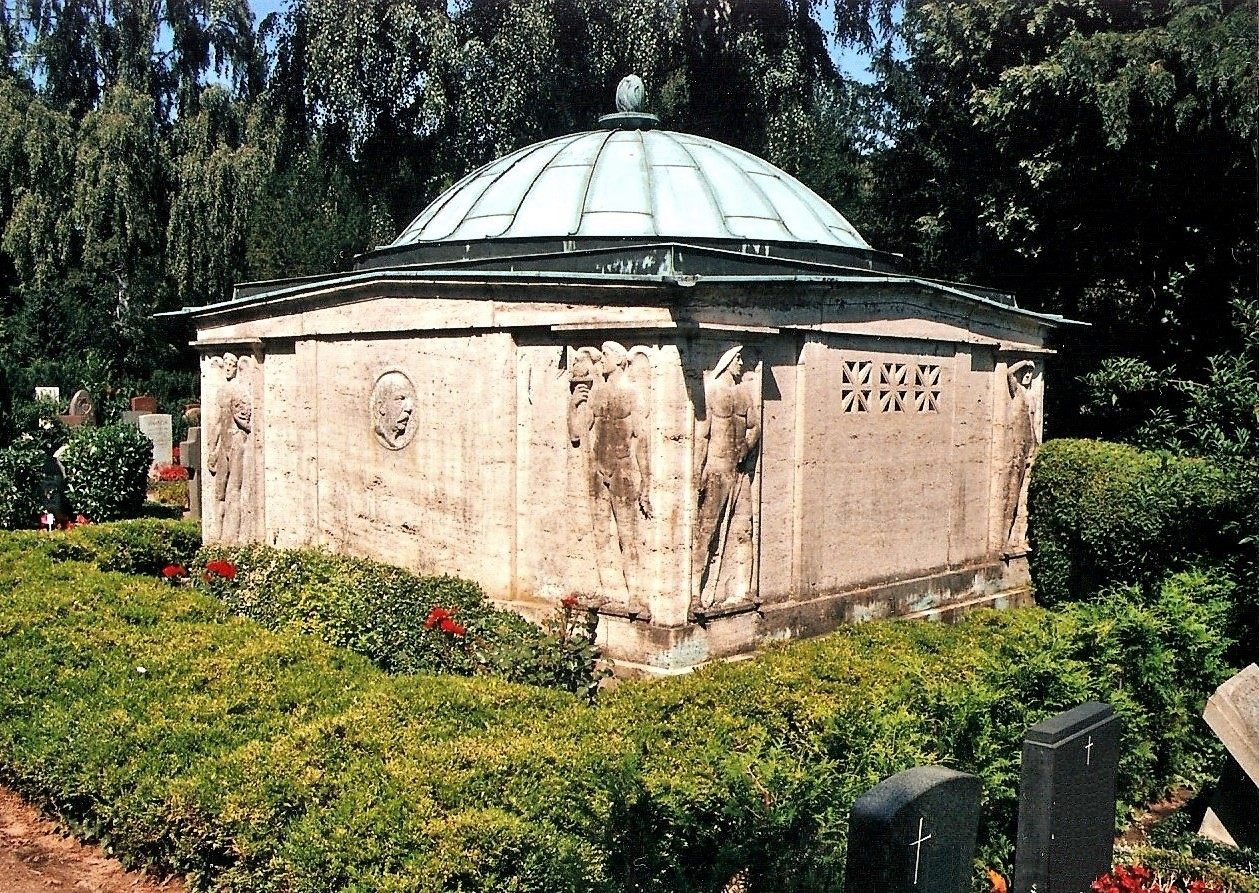
Mausoleum Possehls
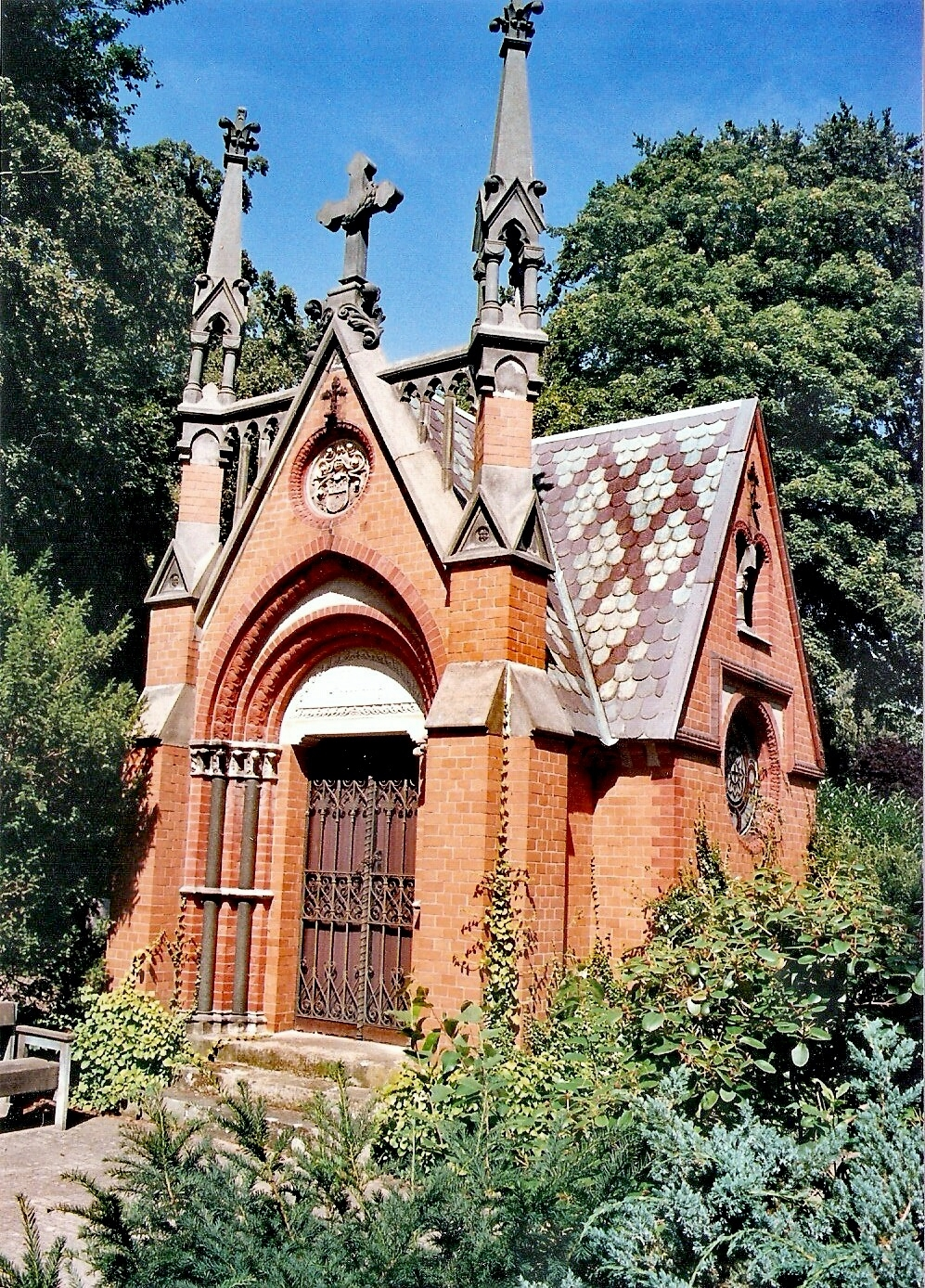
Mausoleum Eschenburgs

Zu den in Lübeck geborenen Persönlichkeiten, die ihre letzte Ruhestätte auf dem Friedhof fanden, gehören der Unternehmer und Mäzen Emil Possehl, dessen Mausoleum der Architekt Erich Blunck und der Bildhauer Hermann Joachim Pagels gestalteten, der Kaufmann Emil Minlos sowie der Schauspieler Günther Lüders (1905–1975).
Auch der als „Mucki“ bekannte Auftragsmörder Werner Pinzner (1947–1986) wurde auf dem Friedhof beigesetzt.

### Aufgelöste Grabstätten

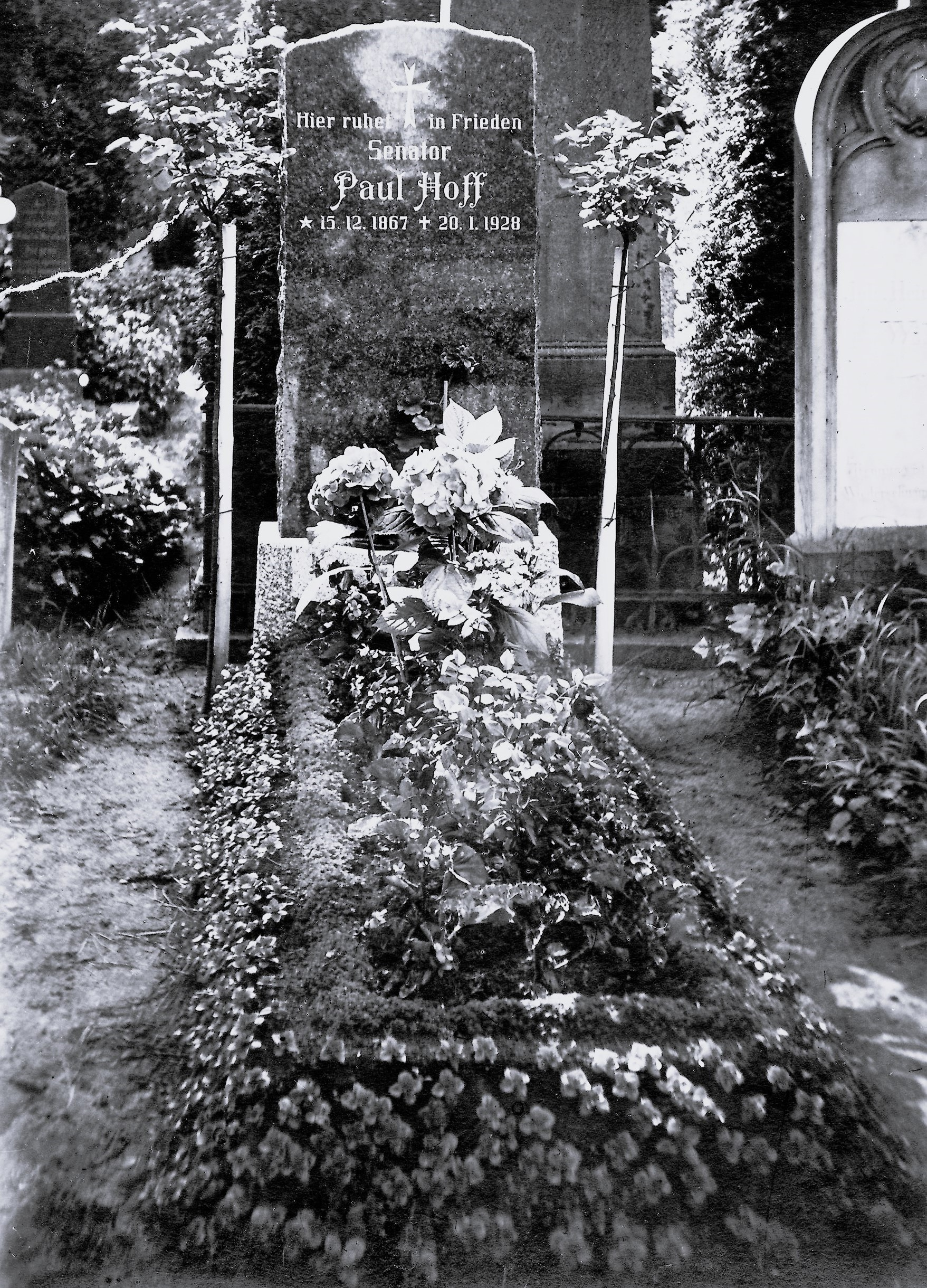
Paul Hoff

- Karl Boy-Ed (1872–1930), Marineattaché, nachrichtendienstlicher Akteur und Saboteur in den USA
- Walther Brecht (1841–1909), unter ihm fand die Aufwärtsbewegung der LBE statt
- August Eschenburg (1848–1910), preußischer Offizier, zuletzt Generalmajor
- Paul Hoff (1867–1928), verübte als Senator Suizid
- Wilhelm von Kettler (1846–1928), erster Kommandeur des Lübecker Infanterie-Regiments, Generalleutnant, Kommandeur in China
- Henry Koch (1832–1888), revolutionierte den lübeckischen Schiffbau (1997)
- Ludwig Wilhelm Minlos (1826–1895), Kaufmann und Lübecker Senator
- Christian Reuter (1863–1915), Historiker und Pädagoge
- Adolf von Tiedemann (1865–1915), Offizier, Kolonialist, Publizist

### Kriegsgedenkstätten
Für die während und nach dem Deutsch-Französischen Krieg in Lübecker Lazaretten verstorbenen deutschen und französischen Soldaten wurden auf dem Burgtorfriedhof Gemeinschaftsgrabstätten angelegt.
Das Grab der deutschen Soldaten schmückte ein hohes, reich verziertes Sandsteinmonument, dessen turmartigen Aufbau ein Eisernes Kreuz krönt. Die auf der Rückseite des Denkmals aufgelisteten Toten stammten aus dem „Garnison-Lazareth des Mecklb.-Schwerin. Gren.-Reg. Nr. 89, 1. Bat.“
Wenige Schritte von dem deutschen Gemeinschaftsgrab befindet sich das der hier verstorbenen französischen Soldaten, in Form eines damals von Efeu überwachsenen Granit-Findlings. Seine Inschrift verweist darauf, dass dort die im Reserve-Lazarett zu Lübeck verstorbenen Soldaten ruhen.
Lübeck selbst besitzt kein großes öffentliches Denkmal an seine gefallenen Soldaten, größtenteils Füsiliere aus dem heimischen Bataillon des 2. Hanseatischen Infanterie-Regiments Nr. 76, jenes Krieges. Jene sind auf ansehnlichen Tafeln hinter dem Altar der Marienkirche aufgelistet.

Kriegsgräber auf dem Burgtorfriedhof
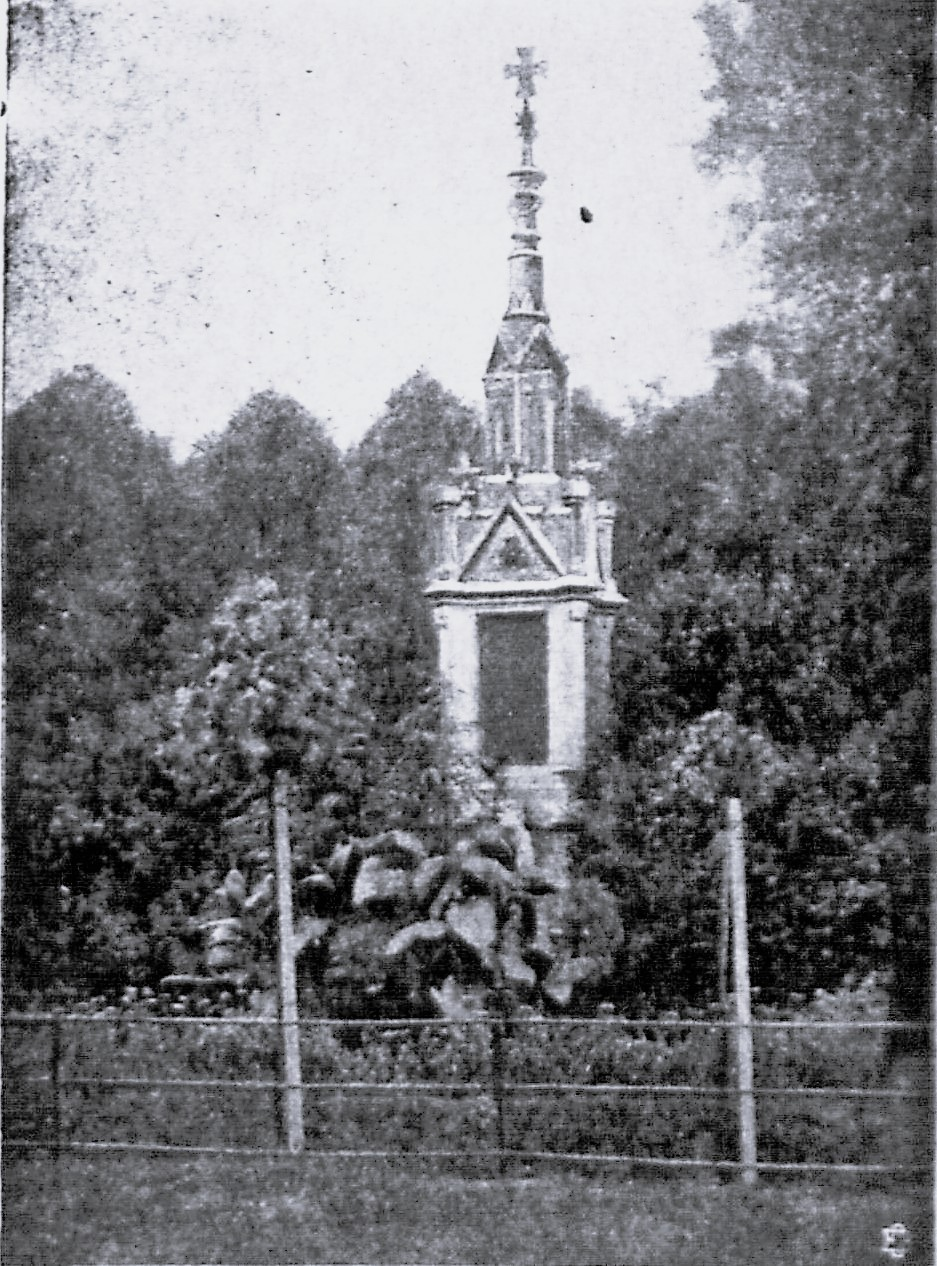
Grabmal der deutschen Soldaten
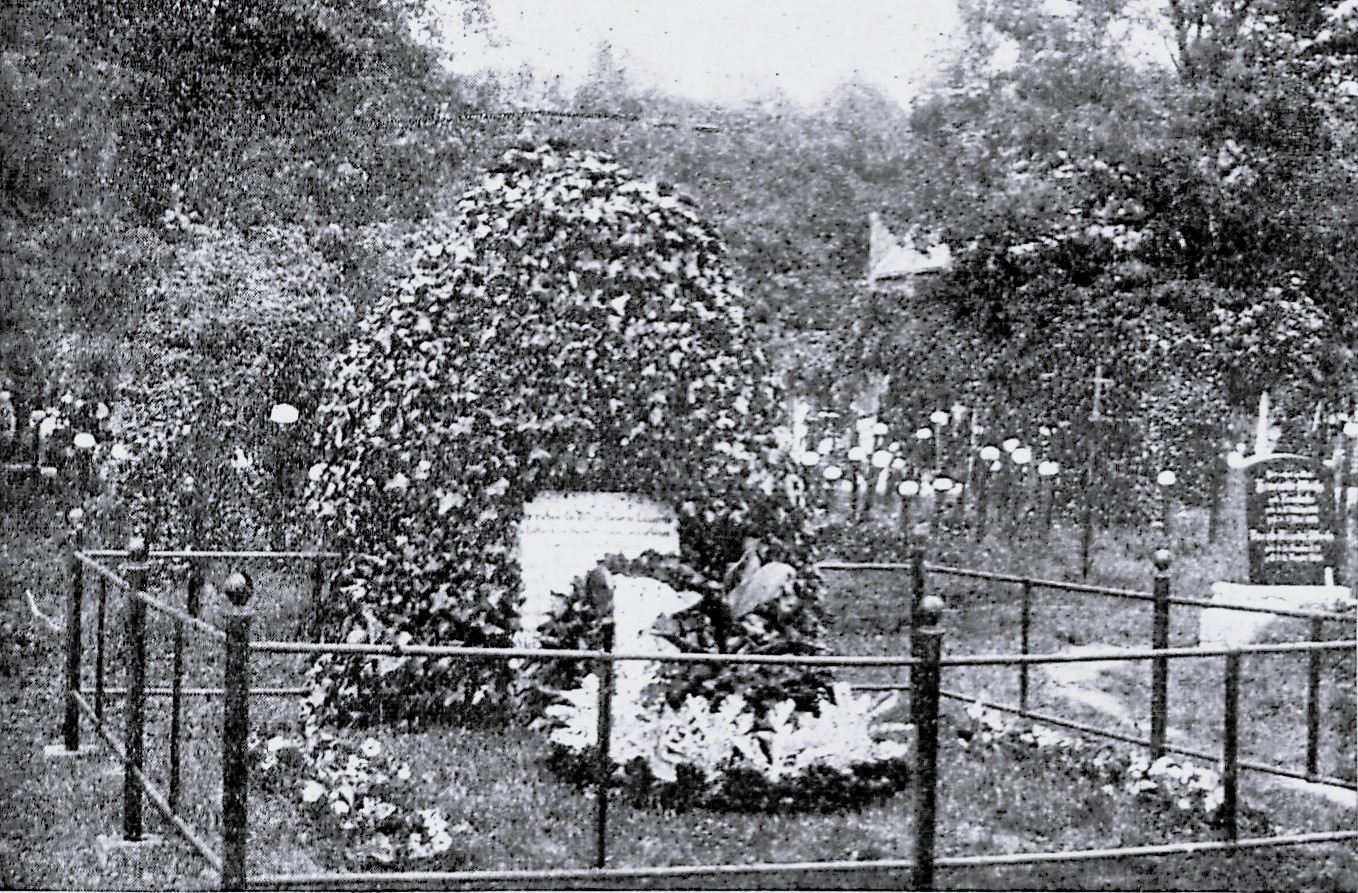
Grabmal der französischen Soldaten

Seit 1896, der 25. Wiederkehr der Schlacht bei Sedan, löste der Sedantag in Lübeck den 18. Oktober, den Tag der Völkerschlacht bei Leipzig, als Kriegergedenktag ab. Da die Hansestadt für die Gefallenen aus dem Deutsch-Französischen Krieg kein öffentliches Kriegerdenkmal besaß, fand die Zeremonie an den Kriegsgräbern auf dem Burgtorfriedhof statt. Nach einem Gottesdienst am Morgen des Festtages begab man sich in langem Zuge mit Trauermusik zum „Allgemeinen Gottesacker“, um die Kriegsgräber zu schmücken, die anfangs noch frei an dem den Kirchhof in der Länge schneidenden Wege lagen. Den wesentlichen Bestandteil der Feier bildeten Gedenkrede und Quartettgesang der vereinigten Liedertafeln. Dieser Festakt fand 1914 zum letzten Male statt.
Für die Opfer des Ersten und später Zweiten Weltkriegs wurde auf der anderen Straßenseite des Sandbergs im Januar 1915 der Ehrenfriedhof angelegt und danach mehrmals erweitert.